# Loretta Switová

Podpis Loretty Switové

Loretta Switová (nepřechýleně Swit, 4. listopadu 1937, Passaic, New Jersey, USA – 30. května 2025) byla americká televizní, filmová a divadelní herečka a příležitostná zpěvačka, která proslula svojí rolí vrchní sestry Margarety Houlihanové v americkém televizním seriálu M*A*S*H, za kterou obdržela dvě ceny Emmy.

## Biografie
Narodila se 4. listopadu 1937 v New Jersey v USA. Její otec Lester John Swit, původním příjmením Szwed (1906–1986) i matka Nellie Swit, rozená Kassack (1905–2011) byli potomci polských imigrantů. Jejím bratrem byl Robert John Swit (1931–2013). První vystoupení před publikem si odbyla v 7 letech, když hrála Sněhovou královnu ve svém rodném městě. Navzdory přemlouvání matky se rozhodla stát herečkou. Vystudovala American Academy of Dramatic Arts a poté strávila několik let se společností Gena Frankela Repertory Company. Na Broadwayi debutovala ve hře Same Time Next Year po boku Teda Bessela.
Po příjezdu do Hollywoodu v roce 1970 začala vystupovat v televizních seriálech jako Gunsmoke, Mannix, Hawaii Five-O nebo Mission: Impossible. V roce 1972 získala po Sally Kellerman roli vrchní sestry Margaret „Šťabajzny“ Houlihanové v televizním seriálu M*A*S*H. Loretta, Alan Alda, Jamie Farr a William Christopher zůstali u seriálu po celých jedenáct let, až do jeho konce v roce 1982. Společně s Alanem Aldou byli jediní, kteří se objevili v pilotním i v závěrečném díle. Za tuto roli byla desetkrát nominována na cenu Emmy, kterou získala v letech 1980 a 1982, a čtyřikrát (neúspěšně) na Zlatý glóbus. Když se v 80. letech zúčastnila natáčení dokumentárního pořadu Korean War: The Untold Story (1988), navštívila přitom Jižní Koreu. Během natáčení seriálu M*A*S*H si zahrála Chris Cagney v pilotní epizodě seriálu Cagney & Lacey (1981) a chtěla seriál M*A*S*H opustit, ale společnost FOX ji nevyvázala ze smlouvy.
Loretta Switová byla také zpěvačkou a tanečnicí, a tak se po celou svou hvězdnou kariéru objevovala v řadě televizních speciálů a varietních pořadů, kde toto své umění mohla uplatnit (např. The Muppet show, Tony Orlando and Dawn, The Captain and Tennille a další). V roce 1983 se Loretta Swit vdala za herce Dennise Holahana, který si v jedné epizodě seriálu M*A*S*H zahrál roli švédského diplomata jménem Per Johannsen. Rozvedli se v roce 1995 a Loretta se již nikdy znovu nevdala a nemá také žádné děti.
Loretta Switová se objevila také v několika filmech stříbrného plátna. S Jacqueline Bisset ve filmu Stand Up and be counted (1972), s Jamesem Caanem a Alanem Arkinem ve filmu Freebie and the Bean (1974). Peter Fonda byl jejím partnerem ve filmu Race with the Devil (1975), William Holden ve filmu Blakea Edwardse S.O.B. (1981), Peter Cook ve filmu Whoops Apocalypse (1986) a Chuck Norris ve filmu Forest Warrior (1996).
V roce 1986 vydala knihu o vyšívání nazvanou Needlepoint Scrapbook. V roce 1989 získala svou hvězdu na proslulém chodníku slávy. Od roku 1992 uváděla na stanici Discovery Channel pořad Those Incredible Animals. Pořad se vysílal dvakrát týdně po dobu pěti let a vysílal se více než třiceti zemích. Loretta Swit byla aktivní členkou mnoha organizací zabývajících se ochranou práv zvířat jako Actors and Others For Animals, The Wildlife Waystation, The Hooved Animal Rescue Protection Society či The Ark Trust. Díky tomu se stala ženou roku organizací na ochranu práv zvířat Animal Protection Institute a International Fund For Animal. Od devadesátých let se na televizní obrazovce objevovala již jen sporadicky, vrátila se na divadelní prkna, kde slavila úspěch ve hrách jako Shirley Valentine, Mame, Love Letters, Song of Singapore či The Vagina Monologues.
V září 1996 navštívila Prahu a setkala se zde s českou herečkou Jorgu Kotrbovou, která ji dabovala v seriálu M*A*S*H.
Zemřela 30. května 2025 ve svém domě v New Yorku ve věku 87 let.

## Filmografie

### Herečka
- Beach Movie (1998) – Mrs. Jones
- Diagnosis Murder (1993–2004) TV seriál – Maggie Dennings
  - Drill for Death (# 5.15) (22. 1. 1998)
- Cow and Chicken (1997–1999) TV seriál – soudkyně (hlas)
  - Lawnmower Chicken/Cow Loves Piles/I.M. Weasel: Law of Gravity (# 1.12) (9. 12. 1997)
- Forest Warrior (1996) – Shirley
- Burke’s Law (1994–1995) TV seriál – Evelyn Turner
  - Who Killed the Sweet Smell of Success? (#2.12) (13. 7. 1995)
- Murder, She Wrote (1984–1996) TV seriál – Kim Mitchell
  - Portrait of Death (#10.13) (16. 1. 1994)
- A Killer Among Friends (29. října 1992) (TV) – Det. Patricia Staley
- Those Incredible Animals (1992–1997) – moderátorka
- The Big Battalions (1992) (miniseriál) – Cora Lynne
- Batman (1992–1995) TV seriál – Dr. Marcia Cates (hlas)
  - Mad as a Hatter (# 1.24) (12. 10. 1992)
- Hell Hath No Fury (1991) (TV) – Connie Stewart
- A Matter of Principle (1990) (TV)
- ABC Afterschool Specials (1972–1995) TV seriál – Wanda Karpinsky
- 14 Going on 30 (1988) (TV) – Miss Horton
  - My Dad Can’t Be Crazy, Can He? (# 18.1) (14. 9. 1989)
- Korean War: The Untold Story (1988) (TV) – moderátorka
- Dreams of Gold: The Mel Fisher Story (1986) (TV) – Deo Fisher
- Whoops Apocalypse (1986) – prezidentka Barbara Adams
- Miracle at Moreaux (1986) (TV) – sestra Gabrielle
- Beer (1985) – B.D. Tucker
- The Execution (1985) (TV) – Marysia Walenka
- Sam (1985) (TV) …Samantha Flynn
- The Love Boat (1977–1988) TV seriál – Kathy Ross
  - My Mother, My Chaperone/The Present/The Death and Life of sir Albert Demerest/ Welcome Aboard Part II. (# 8.12) (24. 11. 1984)
  - My Mother, My Chaperone/The Present/The Death and Life of sir Albert Demerest/ Welcome Aboard Part I. (# 8.11) (24. 11. 1984)
- First Affair (1983) (TV) – Jane Simon
- The Best Christmas Pageant Ever (1983) (TV) – Grace Bradley
- Games Mother Never Taught You (1982) (TV) – Laura Bentells
- The Kid from Nowhere (1982) (TV) – Caroline Baker
- Cagney & Lacey (1981) (TV) – detektiv Christine Cagney
- S.O.B. (1981) – Polly Reed
- The Love Tapes (1980) (TV) – Samantha Young
- Valentine (1979) (TV) – Emily
- Supertrain (1979) TV seriál – Alice Phillips
  - Hail to the Chief (# 1.3) (28. 2. 1979)
- Friendshies, Secrets and Lies (1979) (TV) – B.J. Lowell Finch
- Mirror, Mirror (1979) (TV) – Sandy McLaren
- The Love Boat (1977–1988) TV seriál – Miss Mishancow
  - A Time for Everything/The Song is Ended/Accidental Cruise/Anouskka (# 2.8) (4. 11. 1978)
- The Love Boat (1977–1988) TV seriál – Terry
  - Ex plus Y/Golden Agers/Graham and Kelly (# 1.3) (8. 10. 1977)
- The Hostage Heart (1977) (TV) – Chris LeBlanc
- Good Heavens (1976) TV seriál – Maxine
  - Good Neighbor Maxine (# 1.3) (15. 3. 1976)
- Race with the Devil (1975) – Alice Stewart
- It’s a Bird, It’s a Plane, It’s Superman (1975) (TV) – Sydney Carlton
- The Last Day (1975) (TV) – Daisy
- Petrocelli (1974–1976) TV seriál – Ella Knox
  - By Reason of Madness (# 1.3) (25. 9. 1974)
- Love, American Style (1969–1974) TV seriál
  - Love and the Big Top/Love and the Locksmith/Love and the Odd Couples/Love and the Unwedding (segment „Love and the Locksmith“) (# 5.9) (16. 10. 1973)
- Freebie and the Bean (1974) – Meyerova žena
- Shirts/Skins (1973) (TV) – Linda Bush
- Ironside (1967–1975) TV seriál – Sally Pearson
  - Ollinger’s Last Case (# 6.15) (4. 1. 1973)
- Love, American Style (1969–1974) TV seriál – Doris
  - Love and the Hairy Excuse/Love and Lady Luck/Love and the Pick-Up Fantasy (segment „Love and the Pick-Up Fantasy“) (# 4.9) (10. 11. 1972)
- M*A*S*H (1972–1983) – Major Margaret „Šťabajzna“ Houlihan, vrchní sestra
- Stand Up and Be Counted (1972) – Hilary McBride
- Bonanza (1959–1973) TV seriál – Ellen Sue Greely
  - A Visit to Upright (# 13.25) (26. 3. 1972)
- Fireball Forward (1972) – zdravotní sestra
- Hawaii Five-O (1968–1980) TV seriál – Betty Landers
  - Bait Once, Bait Twice (# 4.15) (4. 1. 1972)
- Deadhead Miles (1972) – žena se skleněným okem
- The Bold Ones: The New Doctors (1969–1973) TV seriál – Rosalyn
  - The Convicts (# 3.5) (21. 11. 1971)
- Code’s Country (1971–1972) TV seriál – Ginny Lomax
  - Homecoming (# 1.1) (19. 9. 1971)
- Gunsmoke (1955–1975) TV seriál – Donna
  - Snow Train: Part 2 (# 16.7) (26. 10. 1970)
  - Snow Train: Part 1 (# 16.6) (19. 10. 1970)
- Mannix (1967–1975) TV seriál – Jill Packard
  - Figures In a Landscape (# 4.4) (10. 10. 1970)
- Mission Impossible (1966–1973) TV seriál – Midge Larson
  - Homecoming (# 5.4) (10. 10. 1970)
- Hawaii Five-O (1968–1980) TV seriál – Wanda Russell
  - Three Dead Cows at Makapuu: Part II. (# 2.24) (4. 3. 1970)
  - Three Dead Cows at Makapuu: Part I. (# 2.23) (25. 2. 1970)
- Mannix (1967–1975) TV seriál – Dorothy Harker
  - Only One Death to a Customer (# 3.20) (14. 2. 1970)
- Gunsmoke (1955–1975) – Belle Clark
  - The Pack Rat (# 15.16) (12. 1. 1970)
- Hawaii Five-O (1968–1980) TV seriál – Anna Stockton Schroeder
  - A Thousand Pardons – You’re Dead! (# 2.1) (24. 9. 1969)

### Televizní speciály, varietní a jiné televizní programy
- The Fourth Annual TV Land Awards: A Celebration of Classic TV (2006) (TV) – Major Margaret 'Šťabajzna' Houlihan – 'Grey Anatomy' Skit
- Comic Relief 2006 (2006) (TV) – sama sebe
- The 100 Most Unexpected TV Moments (2005) (miniseriál) (TV) – sama sebe
- Battle of the Network Reality Stars (2005) TV seriál – sama sebe
  - (14. 9. 2005)
- The 100 Most Memorable TV Moments (2004) (miniseriál) (TV) – sama sebe
- Today Show (1952–) Talk show – sama sebe (foto)
  - Hosté: Alan Alda, Jamie Farr, Mike Farrell, Gary Burghoff, William Christopher, Larry Gelbart & Loretta Swit (11. 5. 2004)
- Hollywood Squares (1998–) TV show – sama sebe
  - TV Doctors Week (# 6.20) (9.2.2004)
- Pyramid (2002–2004) TV show – sama sebe
  - Hosté: Jamie Farr & Loretta Swit (6. 2. 2004)
- CBS at 75 (2003) (TV) – sama sebe
- M*A*S*H: 30th Anniversary Reunion (2002) (TV) – sama sebe/Major Margaret „Šťabajzna“ Houlihan (archivní záběry)
- TV Tales (2002) TV seriál – sama sebe
  - M*A*S*H (#) (21. 4. 2002)
- The British Comedy Awards 2001 (2001) (TV) – sama sebe (předání ceny)
- So Graham Norton (1998–2002) Talk show – sama sebe
  - Hosté: Dolph Lundgren, Matthew Modine & Loretta Swit (# 5.7) (14. 12. 2001)
- History vs. Hollywood (2001–) TV series – sama sebe
  - M*A*S*H: Comedy Under Fire (# 1.1) (22. 1. 2001)
- TV Guide’s Truth Behind the Sitcom Scandals (2000) (TV) – sama sebe
- Biography (1987–) TV seriál – sama sebe
  - Alan Alda: More Than Mr. Nice Guy (2. 9. 1997)
- Intimate Portrait (1995–) TV seriál – vypravěč
  - Mae West (?)
- A Bob Hope Christmas (1993) (TV) – sama sebe – „Silver Bells“ (archivní záběry)
- The 6th Annual Genesis Awards (1992) (TV) – moderátorka
- Memories of M*A*S*H (1991) (TV) – sama sebe/Major Margaret „Šťabajzna“ Houlihan (archivní záběry)
- Somewhere to turn: The Riess-Davs Child Study Center (1990) (V) – moderátorka
- For Our Children: Parents Anonymous (1990) (V) – moderátorka
- Win, Lose or Draw (1987–1990) Game show – sama sebe
  - Hosté: Burt Reynolds, Debbie Reynolds, Jason Bateman & Loretta Swit (7. 9. 1987)
- United We Stand (1988) (TV) – sama sebe
- Happy 100th Birthday Hollywood (1987) (TV) – sama sebe
- Our World (1986–1987) TV seriál – sama sebe
  - Between the Lines – Summer, 1972 (# 1.21) (12. 2. 1987)
- Aspel & Company (1984–1993) Variety show – sama sebe
  - Hosté: Loretta Swit, Dennis Taylor & Kenneth Williams (# 4.4) (7. 2. 1987)
- Jim Henson’s Muppet Video: The Kermit and Piggy Story (1985) (V) – sama sebe
- Jim Henson’s Muppet Video: Rock Music with the Muppets (1985) (V) – sama sebe
- Animals are the Funniest People (1983) (TV) – sama sebe
- Making M*A*S*H (1981) (TV) – sama sebe
- The John Davidson Show (1980–1982) Talk show – sama sebe
  - Hosté: Carl Reiner, O. J. Simpson, Leslie Uggams (4. 11. 1981)
- The Bob Hope Christmas Special (1980) (TV) – sama sebe
- CBS All American Thanksgiving Day Parade (1980) (TV) – sama sebe
- Perry Como’s Bahamas Holiday (1980) – sama sebe
- The Big Show (1980) TV seriál – moderátorka
  - Episode #1.6 (15. 4. 1980)
- The Muppet Show (1976–1981) Variety show – sama sebe 
  - Loretta Swit (# 5.2) (10. 3. 1980)
- Password Plus (1979–1982) Game show …sama sebe
  - Hosté: Ron Masak & Loretta Swit (4. 2. 1980)
  - Hosté: Greg Morris & Loretta Swit (10. 9. 1979)
  - Hosté: John Shuck & Loretta Swit (30. 4. 1979)
  - Hosté: Jack Klugman & Loretta Swit (13. 2. 1979)
- Circus of the Stars # 4 (1979) (TV) – sama sebe
- Match Game (1973–1982) Game show – sama sebe
  - Hosté: Fannie Flagg, Loretta Swit, Brett Somers, Charles Nelson Reilly, Scoey Mitchell, David Doyle (15. 3. 1979)
  - Hosté: Richard Paul, Mary Wickes, Loretta Swit, Brett Somers, Charles Nelson Reilly, Robert Walden (25. 10. 1978)
  - Hosté: George Kennedy, Richard Dawson, Charles Nelson Reilly, Betty Whiteová, Brett Somers, Loretta Swit (1. 12. 1976)
  - Hosté: Loretta Swit, Brett Somers, Charles Nelson Reilly, Joyce Bulifant, Richard Dawson, Jimmie Walker (21. 6. 1974)
  - Hosté: Loretta Swit, Kaye Stevens, Brett Somers, Charles Nelson Reilly, Richard Dawson, Roosevelt Grier (19. 4. 1974)
  - Hosté: Loretta Swit, Brett Somers, Charles Nelson Reilly, Richard Dawson, Jack Cassidy, June Lockhart (19. 12. 1973)
  - Hosté: Bill Cullen, Jack Klugman, Loretta Swit, Brett Somers, Richard Dawson, Cass Elliot (12. 11. 1973)
  - Hosté: Loretta Swit, Nipsey Russell, Charles Nelson Reilly, Brett Somers, Richard Dawson, Betty Whiteová (8. 10. 1973)
  - Hosté: Loretta Swit, Ann Elder, McLean Stevenson, Brett Somers, Richard Dawson, Stu Gilliam (24. 9. 1973)
  - Hosté: Morey Amsterdam, Loretta Swit, Charles Nelson Reilly, Brett Somers, Richard Dawson, Ruta Lee (3. 9. 1973)
  - Hosté: Bert Convy, Loretta Swit, Charles Nelson Reilly, Richard Dawson, Mary Ann Mobley, Kaye Ballard (30. 7. 1973)
- The $20,000 Pyramid (1976–1980) Game Show – sama sebe
  - Hosté: Loretta Swit & Ross Martin (5. 2. 1979)
  - Hosté: Loretta Swit & Robert Walden (23. 10. 1978)
  - Hosté: Loretta Swit & Geoff Edwards (14. 8. 1978)
  - Hosté: Loretta Swit & Peter Bonerz (19. 6. 1978)
  - Hosté: Loretta Swit & Robert Hegyes (25. 7. 1977)
  - Hosté: Loretta Swit & Dick Cavett (27. 6. 1977)
  - Hosté: Loretta Swit & 5 Male Stars (7. 3. 1977)
  - Hosté: Loretta Swit & Clifton Davis (5. 7. 1976)
  - Hosté: Loretta Swit & Tony Randall (12. 4. 1976)
  - Hosté: Loretta Swit & Clifton Davis (2. 2. 1976)
- The Tonight Show Starring Johnny Carson (1962–1992) Talk show – sama sebe
  - Hosté: James Stewart, Kelly Monteith, Dr. William Nolen & Loretta Swit (14. 7. 1978)
  - Hosté: Don Agrati, George Burns, Shecky Greene, Ross Martin (2. 7. 1973)
- Battle of the Network Stars # 3 (11/4/1977) (TV) – sama sebe (CBS Team)
- Battle of the Network Stars # 2 (2/28/1977) (TV) – sama sebe (CBS Team)
- The Captain and Tennille (1976–1977) Music show – sama sebe
  - Hosté: Ed McMahon, Loretta Swit, Paul Williams, Rufus & Chaka Khan (# 1.15) (7. 2. 1977)
- Battle of the Network Stars # 1 (11/13/1976) (TV) – sama sebe (CBS Team)
- The Ted Knight Musical Comedy Variety Special Special (11/30/1976) (TV) – sama sebe (foto)
- The Captain and Tennille (1976–1977) Music show – sama sebe
  - Hosté: Raymond Burr, Loretta Swit & Pat Morita (# 1.7) (22. 11. 1976)
- Dinah! (1974 – ) Talk show – sama sebe
  - Hosté: Sonny Bono, Dick Clark, Redd Foxx, Peter Graves & Loretta Swit (10. 11. 1976)
  - Hosté: Loretta Swit, Jamie Farr, Mike Farrell, Gary Burghoff, Harry Morgan, Larry Linville & Alan Alda (6. 11. 1975)
  - Hosté: Loretta Swit, Bill Daily, Charlie Rich, Karl Malden (14. 8. 1975)
  - Hosté: Loretta Swit, Leslie Nielsen, Robert Goulet, Mickey Spillane & Foster Brooks (20. 6. 1975)
  - Host: Loretta Swit (20. 12. 1974)
  - Hosté: Hoyt Axton, George Carlin, Peggy Lee, Adela Rogers St. Johns & Loretta Swit (20. 12. 1974)
- Donny and Marie (1975–1979) Variety show – sama sebe
  - Hosté: Sonny & Cher, Edgar Bergen & Loretta Swit (# 2.4) (15. 10. 1976)
- Liar’s Club (1976–1977) Game Show – sama sebe
  - Host: Loretta Swit (11. 10. 1976)
- Tony Orlando and Dawn (1974–1975) Variety show – sama sebe
  - Hosté: Loretta Swit, Ted Mack & Shelley Berman (# 2.5) (15. 10. 1975)
  - Hosté: Bill Macy & Loretta Swit (# 1.10) (8. 1. 1975)
  - Hosté: Loretta Swit & Rosy Grier (# 1.1) (3. 7. 1974)
- The $10,000 Pyramid (1974–1976) Game show – sama sebe
  - Hosté: Loretta Swit & Nipsey Russell (7. 4. 1975)
  - Hosté: Loretta Swit & Clifton Davis (9. 12. 1974)
  - Hosté: Loretta Swit & Robert Vaughn (2. 9. 1974)
  - Hosté: Loretta Swit & Alan Alda (13. 5. 1974)
  - Hosté: Loretta Swit & Jack Cassidy (27. 2. 1974)
  - Hosté: Loretta Swit & McLean Stevenson (26. 11. 1973)
  - 4-Star Charity Week (19. 11. 1973)
- The Lion Roars Again (1975) – sama sebe
- Celebrity Sweepstakes (1974–) Game show – sama sebe
  - Hosté: David Brenner, Chad Everett, Nancy Kulp, Barbara McNair & Loretta Swit (22. 7. 1974)

## Ocenění

### Emmy
- 1974: Best Supporting Actress in comedy za M*A*S*H [nominace]
- 1975: Outstanding continuing performance by a supporting actress za M*A*S*H [nominace]
- 1976: Outstanding continuing performance by a supporting actress za M*A*S*H
- 1977: Outstanding continuing performance by a supporting actress in a comedy series za M*A*S*H [nominace]
- 1978: Outstanding continuing performance by a supporting actress in a comedy series za M*A*S*H [nominace]
- 1979: Outstanding Supporting actress in a comedy or comedy – variety or music series za M*A*S*H [nominace]
- 1980: Outstanding Supporting actress in a comedy or variety or music series za M*A*S*H [vítězka]
- 1981: Outstanding Supporting actress in a comedy or variety or music series za M*A*S*H [nominace]
- 1982: Outstanding Supporting actress in a comedy or variety or music series za M*A*S*H [vítězka]
- 1983: Outstanding Supporting actress in a comedy, variety or music series za M*A*S*H [nominace]

### Golden Globe
- 1974: Best Supporting Actress in Series, Mini-series or Motion Picture made for Television za M*A*S*H [nominace]
- 1980: Best Performance by an Actress in a TV-series – Comedy/Musical za M*A*S*H [nominace]
- 1982: Best Performance by an Actress in a TV-series – Comedy/Musical za M*A*S*H [nominace]
- 1983: Best Supporting Actress in Series, Mini-series or Motion Picture made for Television za M*A*S*H [nominace]

### The Sarah Siddons Society Awardees
- 1991–1992: Sarah Siddons Award for Shirley Valentine [vítězka]